# Епархия Сисака
Епархия Сисака — католическая епархия латинского обряда в Хорватии с центром в городе Сисак. Входит в состав митрополии Загреба.

## История
В римскую эпоху Сисция (совр. Сисак) была важным городом римской провинции Паннония. Около 300 года здесь была образована епархия. В ходе гонений на христиан при Диоклетиане здесь был замучен святой Квириний Сисцийский, являющийся ныне покровителем города. После падения Римской империи Сисция многократно разорялась и пришла в упадок. Около 700 года епархия была ликвидирована.
Епархия Сисака была восстановлена 5 декабря 2009 года, выделена из состава Загребской архиепархии. Кафедральным собором епархии является собор Воздвижения Святого Креста в городе Сисак. Главой епархии назначен епископ Владо Кошич (хорв. Vlado Košić).

## Современное состояние
По данным на 2014 год в епархии насчитывалось 163 844 католика (82,7 % населения), 63 священника и 77 приходов.